# Andreas Kanonidīs
Andreas Kanonidīs (in greco Ανδρέας Κανονίδης?; Amarousio, 26 luglio 1991) è un cestista greco.